# 吴座勇一
吴座勇一（日语：呉座勇一, 1980年—）是一位日本历史学家，专攻日本中世纪史。

## 生平
2003年3月毕业于东京大学文学部日本史学科，2011年6月凭借《日本中世の地域社会における集団統合原理の研究 領主の一揆を中心として》获得博士学位。2012年4月担任东京大学大学院人文社会系研究科研究员，2014年4月担任东京大学大学院综合文化研究科学术研究员，2015年4月担任国际日本文化研究中心客座准教授，2016年10月担任国际日本文化研究中心助教。

## 荣誉
- 2014年10月 角川财团学艺奖（『戦争の日本中世史―「下剋上」は本当にあったのか』）[2]
- 2017年12月 书店新风奖特別奖（『応仁の乱―戦国時代を生んだ大乱』）[8]
- 2018年12月 紺綬褒章[9]

## 著作
- 《古代日本的战争与阴谋》，2020年10月，广东旅游出版社，ISBN 9787557023010
- 《应仁之乱》，2020年5月，四川文艺出版社，ISBN 9787541156021